# Lamini
Lamini (os membros são chamados de lamines ) é uma tribo da subfamília Camelinae. Ela contém um gênero existente com quatro espécies, todas exclusivamente da América do Sul: lhamas , alpacas , vicunhas e guanacos . As duas primeiras são espécies domesticadas, enquanto as duas últimas são encontradas apenas na natureza. Nenhuma apresenta dimorfismo sexual . As quatro espécies podem cruzar e produzir descendentes férteis.  Além disso, existem vários gêneros extintos.
O sistema digestivo dos laminoides permite que eles digiram certas toxinas. 
Os laminoides também não possuem vesícula biliar.

## História evolutiva

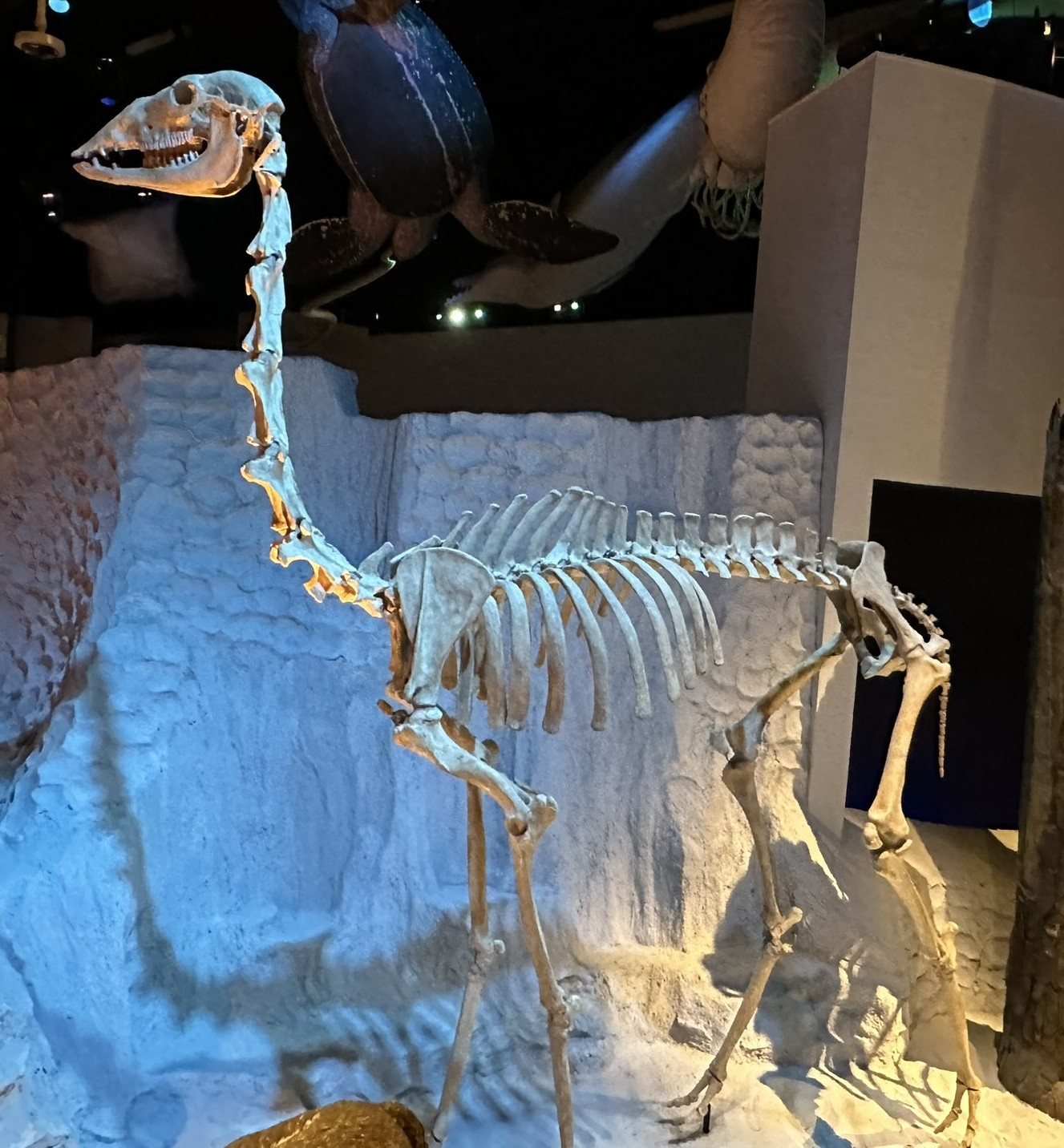
Hemiauchenia, uma das lâminas pré-históricas mais difundidas e bem-sucedidas.

As laminas se originaram durante o Mioceno na América do Norte, e migraram para a América Latina durante o Plioceno e Pleistoceno como parte do Grande Intercâmbio Americano.  A maioria das espécies de laminas, incluindo os gêneros Hemiauchenia e Palaeolama e todas as espécies norte-americanas, foram extintas no final do Pleistoceno, há cerca de 12.000 anos, como parte do evento de extinção do Quaternário, junto com a maioria dos outros grandes mamíferos nas Américas. 

## Características e distribuição
O lhama ( Lama glama ) é o maior dos laminoides existentes e pesa 130–150 quilos (290–330 lb) com uma altura de 109–119 cm (43–47 pol) no ombro.  As lhamas não são uma espécie natural; em vez disso, foram domesticadas pelos peruanos e bolivianos das terras altas. O comércio comercial levou à atual abundância da lhama na Colômbia, Equador, Peru, Bolívia, Chile, Paraguai e nordeste da Argentina. Existem bandos de lhamas nos Estados Unidos, Europa, Japão e Nova Zelândia.
A cor e o comprimento da lã da lhama são variáveis, dependendo da raça. O diâmetro da fibra da lã da lhama varia entre 20 e 80 micrômetros, dependendo se as lhamas foram criadas para sua lã ou como um animal de carga.
Ainda há discuções se lhama se fala no nome masculino ou feminino.
O guanaco ( Lama guanicoe ) é um camelídeo selvagem, medindo 100–120 cm (39–47 pol) no ombro  e 150–160 cm (59–63 pol) na cabeça. Pode pesar até 140 quilos (310 lb).  Sua pelagem é mais longa que a lã da vicunha , mas mais curta que a da alpaca; é considerada de excelente qualidade e tem uma cor marrom-clara, avermelhada ou marrom-amarelada.  O diâmetro das fibras de seu velo varia entre 16 e 18 micrômetros.
90% dos guanacos do mundo estão na Argentina, distribuídos das ilhas do Canal de Beagle e da extremidade sul da Patagônia até a pradaria de Puna, no noroeste da Argentina . Os guanacos também podem ser encontrados na Bolívia, Chile, Paraguai e Peru. 
A alpaca ( Vicugna pacos ), um camelídeo doméstico, pesa entre 50 e 65 kg (110 e 143 lb), enquanto sua altura no ombro é de 94–104 cm (37–41 pol). É um pouco maior que a vicunha. Normalmente, a alpaca é encontrada nos Andes, no Peru e na Bolívia, embora também habite o norte do Chile e o noroeste da Argentina.  Existem cerca de 3,5 milhões de alpacas no mundo. Na década de 1980, as alpacas começaram a ser exportadas para outros países para fins agrícolas: podem ser encontradas nos Estados Unidos, Austrália e Nova Zelândia, embora a grande maioria ainda resida na América do Sul. 
A alpaca é criada principalmente por sua lã. Dos camelídeos domésticos, a alpaca produz lã com fibras mais longas e finas do que a lhama,  com um diâmetro de fio de 18–25 micrômetros. 
A vicunha ( Vicugna vicugna ) é o menor camelídeo , com uma altura de ombro de 75–100 cm (30–39 pol) e um peso de 40–60 kg (88–132 lb). Sua pelagem é principalmente de cor bege e é considerada "a melhor lã do mundo", com o diâmetro médio da fibra entre 11 e 14 micrômetros. Assim como os roedores, a vicunha tem incisivos em crescimento contínuo. Ela vive apenas em áreas de grande altitude – 3.200 m (10.500 pés) ou mais – nas terras altas da Argentina, Bolívia, Chile, Peru e Equador.